# 腓特烈斯塔尔 (图林根州)
腓特烈斯塔尔（德語：Friedrichsthal，發音：[ˈfʁiːdʁɪçsˌtaːl] ⓘ）是德国图林根州诺德豪森县曾经的一个市镇，面积12.34平方千米，2017年12月31日人口为220人。2019年1月1日，腓特烈斯塔尔与邻近的7个市镇并入市镇布莱谢罗德。